# Florencio Fernández
Florencio Roque Fernández (Monteros, Tucumán; 1935-1968) fue un asesino en serie argentino que en la década de 1950 asesinó a alrededor de 15 mujeres, en su ciudad natal Monteros. Popularmente fue conocido como "El Vampiro argentino" o "el Vampiro de la ventana", haciendo alusión a su modus operandi.
La información contemporánea verdadera sobre Florencio Fernández es muy escasa debido a que no se dio a conocer en el resto del país, por lo que la versión más conocida de su caso es una mezcla entre la historia real y leyendas impuestas con el paso de los años. Incluso algunos estudiosos aseguran que puede que nunca haya existido tal asesino y que todo se trata de una simple leyenda urbana, mientras que otros afirman que sí existió pero nunca se le llegó a comprobar algún asesinato.

## Antecedentes
Florencio Fernández era un enfermo mental, sufría de delirios y alucinaciones que lo hacían creer firmemente que era un vampiro (posiblemente esquizofrenia), además poseía una atracción sexual hacia la sangre. Desde muy joven comenzó a vivir en las calles, víctima del abandono de su familia. Al momento de su arresto, se encontraba viviendo en una cueva aledaña a la comunidad; sufría de fotofobia.

## Modus operandi
Acechaba a su víctima durante varios días, se aseguraba de que estuviera sola en casa, y aprovechando las noches calurosas de primavera o verano, tiempo en que los residentes dejaban las ventanas de sus casas abiertas durante la noche, se introducía a la casa por medio de las mismas.
Mientras su víctima dormía comenzaba a golpearla. Luego, le mordía el cuerpo, llegando en algunas ocasiones a diseccionarle la tráquea y la carótida, y así al mero estilo estereotipado de los vampiros bebía la sangre de su víctima. Luego, la dejaba desangrándose hasta morir, si no había muerto ya antes.

## Aprehensión, reclusión y muerte
Florencio fue detenido el 14 de febrero de 1960 a la edad de 25 años; en un operativo policíaco, que la prensa calificó como "pintoresco", ya que se llevó a cabo en la cueva donde el asesino vivía. Fernández no opuso resistencia al arresto, al menos no hasta que la policía lo hizo salir a la luz del sol.
Fue declarado inimputable y recluido en una institución psiquiátrica, donde moriría de causas naturales unos años después.